# Reprezentacja Finlandii na żużlu
Reprezentacja Finlandii na żużlu – grupa żużlowców reprezentujących Republikę Finlandii w sportowych imprezach międzynarodowych. Za jej funkcjonowanie odpowiedzialny jest Suomen Moottoriliitto (SML).

## Kadra
Następujący żużlowcy zostali powołani do kadry przez jej menedżera Petera Janssona w sezonie 2022:
Seniorzy:
- Timo Lahti
- Jesse Mustonen

U-24:
- Timi Salonen
- Niklas Säyriö
- Antti Vuolas

## Osiągnięcia

### Mistrzostwa świata
Indywidualne mistrzostwa świata juniorów
- 3. miejsce (–):
  - 1979[a] – Ari Koponen

### Mistrzostwa Europy
Mistrzostwa Europy par
- 3. miejsce (1): 2023

Indywidualne mistrzostwa Europy
- 3. miejsce (1):
  - 2005 – Kai Laukkanen

### Pozostałe
Indywidualny Puchar Mistrzów
- 3. miejsce (1):
  - 1989 – Kai Niemi